# Kašov
Kašov (in ungherese Kásó) è un comune della Slovacchia facente parte del distretto di Trebišov, nella regione di Košice.